# Xã Herberg, Quận Traill, Bắc Dakota
Xã Herberg (tiếng Anh: Herberg Township) là một xã thuộc quận Traill, tiểu bang Bắc Dakota, Hoa Kỳ. Năm 2010, dân số của xã này là 65 người.